# Rivière François-Paradis
Pour les articles homonymes, voir Paradis (homonymie).
La rivière François-Paradis est un affluent du lac Maria-Chapdelaine (versant de la rivière aux Chutes, du réservoir Pipmuacan et de la rivière Betsiamites), coulant sur la rive Nord-Ouest du fleuve Saint-Laurent, dans le territoire non organisé Mont-Valin, dans la municipalité régionale de comté (MRC) de Le Fjord-du-Saguenay, dans la région administrative de la Saguenay-Lac-Saint-Jean, dans la Province de Québec, au Canada.
La partie supérieure de la rivière François-Paradis coule dans la zec Onatchiway.

## Toponymie
La rivière François-Paradis évoque l'un des personnages du roman Maria Chapdelaine. Elle a été écrite par Louis Hémon (1880-1913) et a été publiée initialement en feuilleton dans le journal Le Temps, à Paris, en 1914. François Paradis est l'un des trois prétendants de Maria Chapdelaine, chacun représentant un monde distinct. François Paradis, un coureur des bois est l'un des trois prétendants de Maria. Sa mort oblige Maria à choisir entre les deux autres, un colons et homme ayant fait fortune aux États-Unis.